# Wieliczka

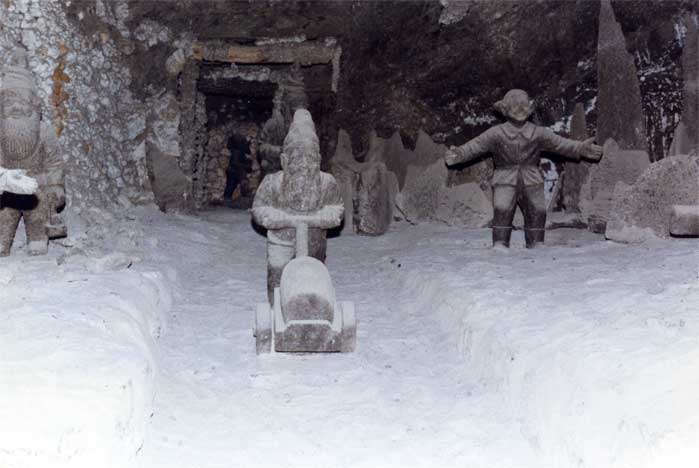
De dwergengrot in de zoutmijn van Wieliczka.

Wieliczka is een stad in het Poolse woiwodschap Klein-Polen, gelegen in de powiat Wielicki. De oppervlakte bedraagt 13,37 km², het inwonertal 19.128 (2006).

De Sebastiaankerk van Wieliczka dateert uit de 16e eeuw en is van hout; de kerk is in het begin van de 20e eeuw beschilderd door Włodziemierz Tetmajer.

De stad is hier gesticht vanwege het bestaan van grote ondergrondse zoutlagen. Ooit heeft de zee hier het land bedekt. De zoutvlakte heeft een lengte van 10 kilometer, een dikte tot 400 meter en een breedte van tussen de 500 en 1300 meter. Al 5500 jaar geleden werd op deze plaats zout gewonnen door verdamping van het zilte water uit de bronnen.
De stad Wieliczka beschikt nog steeds over een grote zoutmijn die jaarlijks door veel toeristen wordt bezocht (met als bekende bezoekers keizer Franz Jozef van Oostenrijk-Hongarije en prins Harry van Engeland). Deze mijn is al meer dan 700 jaar in bedrijf. Een labyrint van kilometerslange gangen verbindt diverse ondergrondse zalen. Jaarlijks wordt dit complex nog uitgebreid vanwege de nog steeds plaatsvindende zoutwinning. Over de zoutgrotten van Wieliczka zijn tal van legenden in omloop.
Eén ervan gaat over de heilige Cunegonda van Polen. Zij trouwde in 1239 de Poolse Koning Boleslaus de Kuise. Het verhaal gaat dat zij voor haar vertrek naar Polen haar ring in een zoutmijn in Hongarije gooide. Bij haar aankomst in Krakau, de toenmalige hoofdstad van Polen, ging de bevolking op zoek naar de ring en vond die in de kloven bij Wieliczka. Volgens de overlevering had de ring haar gevolgd en het zout meegenomen.
Ook wordt beweerd dat het klimaat een geneeskrachtige werking zou hebben.

## Verkeer en vervoer
- Station Wieliczka Park
- Station Wieliczka Rynek-Kopalnia
- Station Wieliczka Towarowa